# Hidden Valley Raceway
O Hidden Valley Raceway é um autódromo localizado em Darwin, no Território do Norte, na Austrália, o circuito foi inaugurado em 1986 e possui um traçado de 2.87 km com 14 curvas.